# Ri Sun-il
Ri Sun-il (* 24. September 1985) ist ein ehemaliger nordkoreanischer Eishockeyspieler.

## Karriere
Ri Sun-il spielte zunächst mit der nordkoreanischen U18-Auswahl bei der U18-Weltmeisterschaft 2000 in der Asien-Ozeanien-Division 1 und bei der U18-Weltmeisterschaft 2001 in der Division I.
In der Herren-Nationalmannschaft spielte er bei den Weltmeisterschaften der Division II 2003, 2004, 2005, 2006 und 2009. Nachdem die Nordkoreaner 2007 ohne Ri abgestiegen waren, spielte er bei der Weltmeisterschaft 2008 in der Division III und schaffte ungeschlagen den Wiederaufstieg in die Division II. Zudem vertrat er seine Farben bei den Winter-Asienspielen 2007, als die Nordkoreaner den fünften Platz unter elf teilnehmenden Mannschaften belegten.
Auf Vereinsebene spielte Ri für Taesongsan in der nordkoreanischen Eishockeyliga.

## Erfolge und Auszeichnungen
- 2008 Aufstieg in die Division II bei der Weltmeisterschaft der Division III